# Suprematizem
Suprematizem je umetniška smer zasnovana na osnovnih geometričnih likih (še posebej na krogu in kvadratu), ki se je pojavila v Rusiji v letih 1915–1916.
Pionir suprematizma je Kazimir Malevič, ki je tako poimenoval svoja dela po svoji neo-primitivistični in kubo-futuristični fazi. Ta smer je pozneje vplivala tudi na De Stijl in Bauhaus.